# Navrom
Compania de Navigație Fluvială Română (CNFR) Navrom Galați este o companie de transport fluvial din România
Acționarul majoritar al companiei este Transport Trade Services SA, care deține 78,13% din capitalul social.
Titlurile Navrom Galați se tranzacționează la categoria de bază a pieței Rasdaq, sub simbolul COVG.
Unul dintre cei mai importanți clienți ai companiei este combinatul siderurgic ArcelorMittal Galați.
Navrom a fost înființată după 1989 prin divizarea IEFM (Întreprinderea de Exploatare a Flotei Maritime) Navrom în trei companii cu capital de stat: Petromin, Navrom și Romline.
Flota maritimă (formată atunci din 186 de cargouri, 12 petroliere, 70 de mineraliere și 18 nave specializate) a fost împărțită între cele trei companii nou înființate.
Navrom deține și 90% din acțiunile companiei Navrom Delta,
care asigură transport fluvial de călători între Tulcea și localitățile din Delta Dunării.
Navrom Delta deține două nave rapide și șase vapoare cu capacitate cuprinsă între 130 și 300 de persoane.
Număr de angajați:
- 2009: 520[2]
- 2008: 270[2]

Cifra de afaceri
- 2009: 156,1 milioane lei (36,7 mil. euro)[2]
- 2007: 155,2 milioane lei (43 milioane euro)[1]

Venit net:
- 2009: 6,4 milioane lei (1,5 milioane euro)[2]
- 2007: 2,4 milioane lei (675.800 euro)[1]